# 1-Propanthiol
1-Propanthiol ist eine chemische Verbindung aus der Gruppe der Thiole und isomer zu 2-Propanthiol.

## Vorkommen

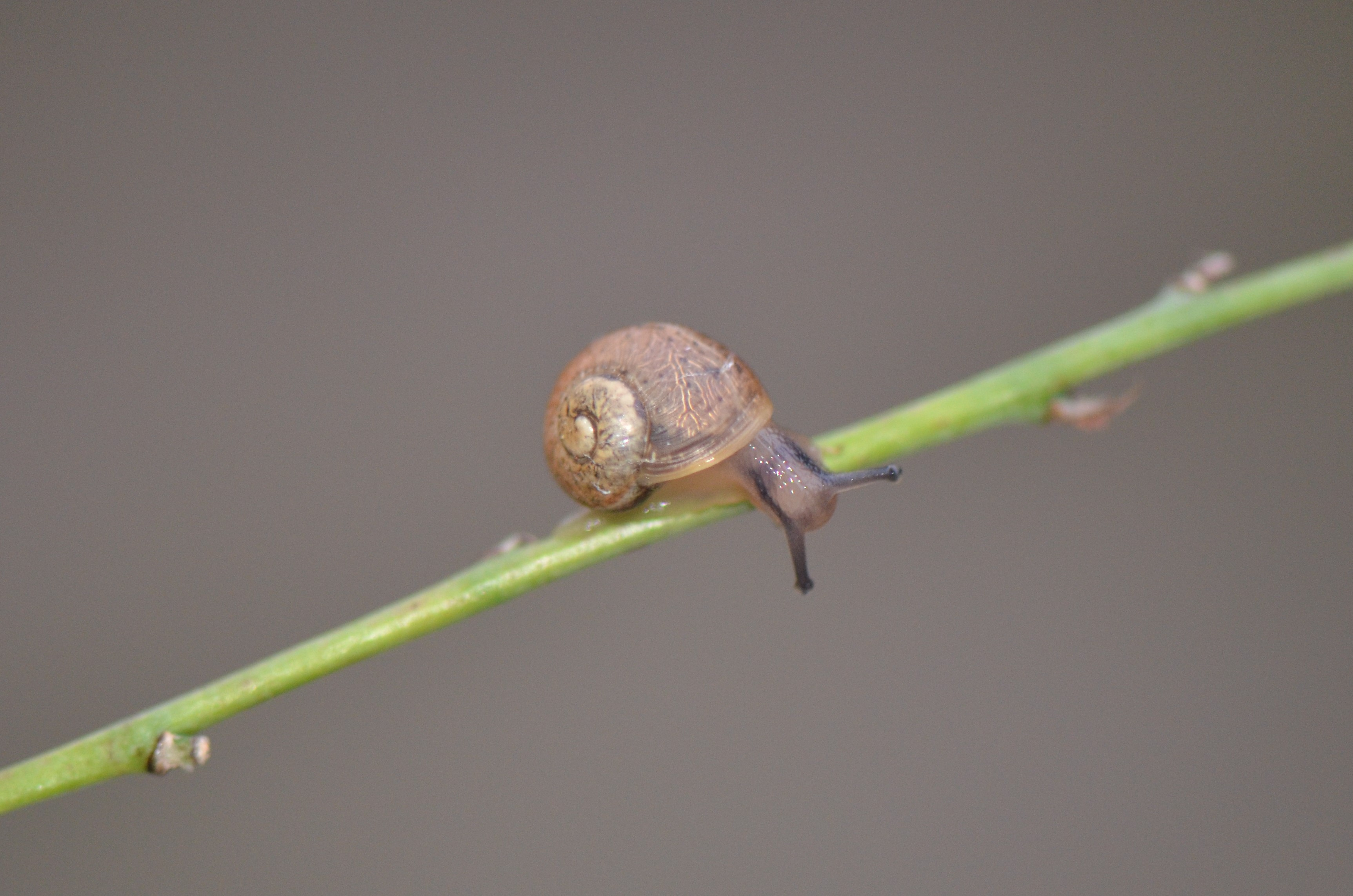
Knoblauch-Glanzschnecke

1-Propanthiol kommt neben anderen Thiolen in Zwiebeln vor, aus denen es beim Schneiden entweicht.
Die Knoblauch-Glanzschnecke sondert einen starken Geruch nach Knoblauch ab, der von 1-Propanthiol verursacht wird und vermutlich zur Abschreckung von Igeln dient.

## Gewinnung und Darstellung
1-Propanthiol kann zum Beispiel durch Reaktion von 1-Propanol mit Schwefelwasserstoff gewonnen werden.

## Eigenschaften
1-Propanthiol ist eine feuchtigkeitsempfindliche, leicht flüchtige, farblose Flüssigkeit mit unangenehmem Geruch, die schwer löslich in Wasser ist.

## Verwendung
1-Propanthiol wird zur Herstellung anderer chemischer Verbindungen (z. B. Ethoprophos) verwendet. In der EU ist die Verbindung unter der FL-Nummer 12.071 als Aromastoff für Lebensmittel allgemein zugelassen.

## Sicherheitshinweise
Die Dämpfe von 1-Propanthiol können mit Luft ein explosionsfähiges Gemisch (Flammpunkt ca. −15 °C) bilden.